# 1958 en Ontario
Chronologie de l'Ontario
- 1954
- 1955
- 1956
- 1957
- 1958
- 1959
- 1960
- 1961
- 1962

Cette page concerne des événements d'actualité qui se sont produits durant l'année 1958 dans la province canadienne de l'Ontario.

## Politique
- Premier ministre : Leslie Frost du parti progressiste-conservateur de l'Ontario
- Chef de l'Opposition :
- Lieutenant-gouverneur :
- Législature :

## Naissances
- 26 décembre : David Miller, maire de Toronto.

## Décès
- 7 janvier : Margaret Anglin, actrice, réalisatrice et productrice (° 3 avril 1876).
- 26 juin : George Orton, athlète (° 10 janvier 1873).
- 2 septembre : George Stewart Henry, 10e premier ministre de l'Ontario (° 10 juillet 1871).
- 10 novembre : Billy Boucher, joueur de hockey sur glace (° 10 novembre 1899).